# Гай Антистий Вет (консул 6 года до н. э.)
Гай Антистий Вет (лат. Gaius Antistius Vetus) — государственный деятель эпохи Римской империи.
Его отцом был консул-суффект 30 года до н. э. Гай Антистий Вет. В 16/15 году до н. э. Гай занимал должность монетного триумвира. В 6 году до н. э. он был ординарным консулом вместе с Децимом Лелием Бальбом. Затем Вет стал проконсулом провинции Азия. Также он был понтификом.
У него было два сына-консула: Гай Антистий Вет и Луций Антистий Вет.